# 安納布爾納II峰
安納布爾納II峰（Annapurna II）是尼泊爾境內安納布爾納山塊的第二高峰，也是該山脈的東部錨點。
就海拔、孤立性（到更高峰安納布爾納峰的距離為 29.02 公里或 18.03 英里）和突出程度（2,437 公尺或 7,995 英尺）而言，安納布爾納II峰的排名並不落後於作為西部錨點的安納布爾納峰。儘管安納布爾納II峰的名字暗示它與安納布爾納峰有著密切的聯繫，卻是一座完全獨立的山峰；但安納布爾納II峰與較矮的安納布爾納IV峰緊密相連。安納布爾納II峰是世界第十六高山峰，也是地球上最高的八千米以下極端突出類山峰。

## 攀登
1960年，一支由英國、印度和尼泊爾組成的隊伍在JOM Roberts的率領下，沿著西嶺攀登安納布爾納IV峰北壁，首次登頂安納布爾納II峰。登頂隊伍由理查德·格蘭特 (Richard Grant)、克里斯·博寧頓 (Chris Bonington)和夏爾巴人昂·尼瑪 (Ang Nyima) 組成。
1969年，來自斯洛維尼亞的南斯拉夫人再次登頂安納布爾納IV峰。Kazimir Drašlar 和 Matija Maležič 登頂。1973年，日本登山者走了一條捷徑，直接爬上安納布爾納IV峰和安納布爾納V峰之間的北壁，然後繼續沿著西脊前進。近藤克之獨自登頂。
1983年，蒂姆·馬卡特尼-斯內普 (Tim Macartney-Snape)策劃並參加了安納布爾納II峰的探險活動，並首次沿著南側山脊登頂。由於暴風雪，下山計劃被推遲，並且探險隊在最後五天耗盡了食物。他們最初被認為失踪，當探險隊最終返回時，受到了廣泛的關注。
2007年2月2日； Philipp Kunz、Lhakpa Wangel、Temba Nuru 和 Lhakpa Thinduk首次在冬季登頂，隊伍沿著首次登頂的路線從北面出發。